# Iso-Sammalinen
Iso-Sammalinen är en ö i Finland. Den ligger i sjön Keurusselkä och i kommunerna Mänttä-Filpula och Keuru och landskapen  Birkaland och Mellersta Finland, i den södra delen av landet, 220 km norr om huvudstaden Helsingfors. Öns area är 32,3 hektar och dess största längd är 0,9 kilometer i öst-västlig riktning.